# Roots: The Saga of an American Family
Roots: The Saga of an American Family (título no Brasil: Negras Raízes) é um romance escrito pelo norte-americano Alex Haley.
Lançado em outubro de 1976, em apenas sete meses alcançou o topo da lista dos maiores livros de 1977, quando chegou ao número de 1,5 milhões de cópias vendidas. Os recordes de vendas foram batidos, sucessivamente, ao longo das 46 semanas seguintes. Estes números fizeram de "Roots" o ganhador do Pulitzer de 1976.
Com a repercussão da crítica especializada e suas vendas, rapidamente seu enredo foi transformado numa minissérie televisiva lançada em janeiro de 1977 com o título de Roots. Em 8 episódios, a produção também ganhou vários prêmios.
Em 1979, foi lançado uma nova minissérie como sequência ao enredo do livro, que conta a saga de uma uma família ao longo de 200 anos. Esta nova produção ganhou o título de "Roots: The Next Generations".
Em 2016, o romance ganhou uma nova produção televisiva. Desta vez é um remake  com o mesmo título: "Roots".

## Enredo
- O enredo já esta descrito em